# Pikle

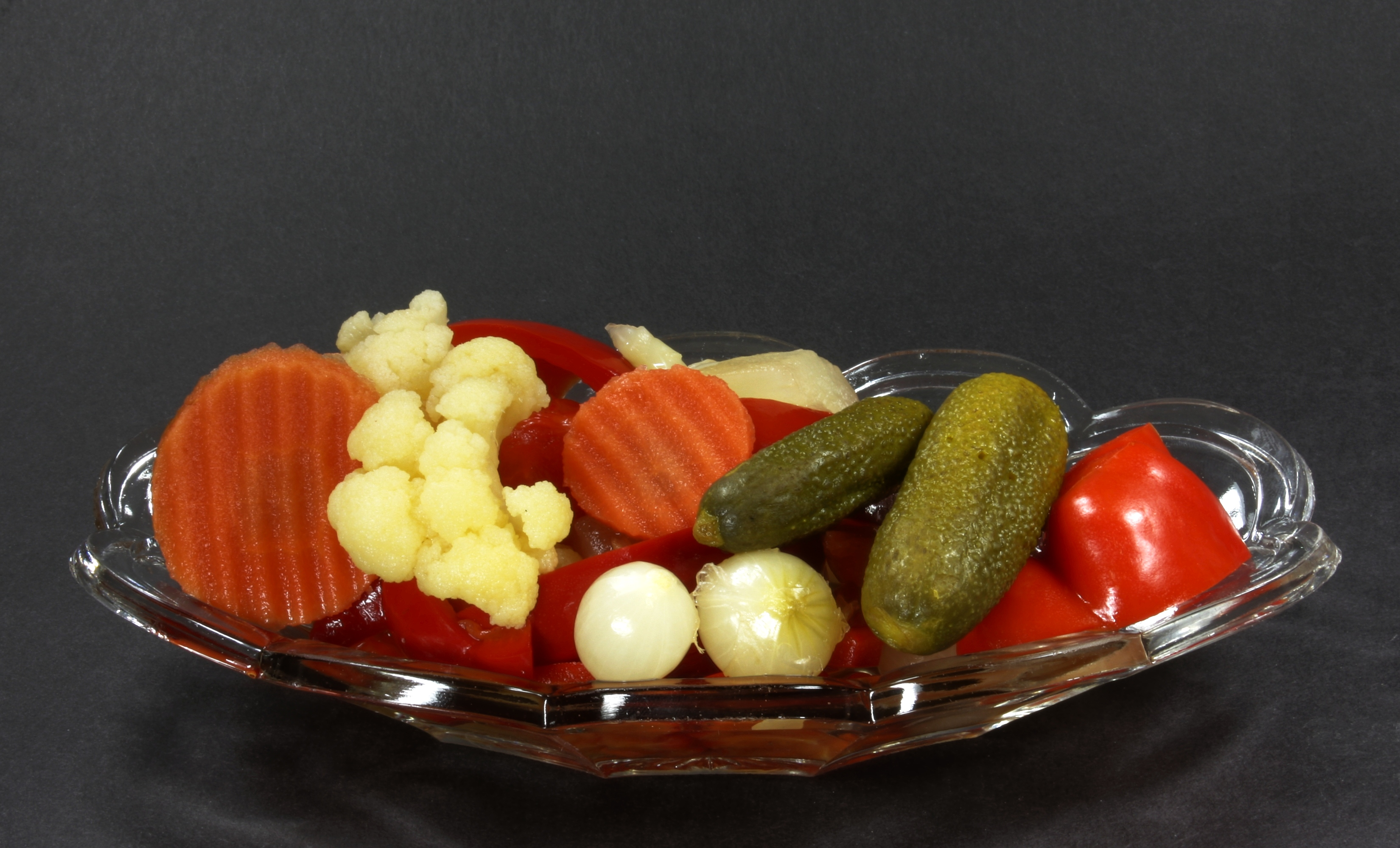
Pikle

Pikle – mieszanka ogórków, marchwi, dyni, cebuli i zielonych pomidorów w ostrej marynacie warzywnej.
Po wstępnym krojeniu warzywa zostają posolone i są przechowywane w emaliowanej misce bądź kamiennym garnku. Po odcedzeniu płynu, nagromadzonego w wyniku procesów chemicznych zainicjowanych przez sól, warzywa zostają umieszczone w słoikach i zalane marynatą w wysokiej temperaturze, sporządzoną na bazie wody, cukru, gorczycy i octu. Słoiki zostają następnie hermetycznie zamknięte i poddane procesowi pasteryzacji.
Pikle w niektórych regionach Polski są robione z samych mocno dojrzałych ogórków, odskórowanych, wydrążonych z nasion, pokrojonych wzdłuż w połówki bądź ćwiartki w zależności od wielkości. Zostają zalane marynatą, jak wyżej i przechowywane w słoikach.
Pikle stanowią dodatek do potraw, w szczególności mięsnych.